# Крутой Яр (Херсонская область)
Крутой Яр (укр. Крутий Яр) — село в Чернобаевской сельской общине Херсонского района Херсонской области Украины.
Почтовый индекс — 75024. Телефонный код — 5547. Код КОАТУУ — 6520387502.

## Население
Население по переписи 2001 года составляло 201 человек.

### Языковой состав
Родной язык населения по данным переписи 2001 года:
| Язык       | Численность, чел. | Доля     |
| ---------- | ----------------- | -------- |
| Украинский | 189               | 94,03 %  |
| Русский    | 11                | 5,47 %   |
| Другое     | 1                 | 0,50 %   |
| Итого      | 201               | 100,00 % |

## Местный совет
75024, Херсонская обл., Белозёрский р-н, с. Чернобаевка, ул. Октябрьская, 44